# Красномайская (Брянская область)
Краснома́йская — деревня в Почепском районе Брянской области, входит в состав Краснорогского сельского поселения.

## История
В 1964 году указом Президиума Верховного Совета РСФСР деревня Куклы  переименована в Красномайскую.

## Население
| 2010 | 2013 |
| ---- | ---- |
| 13   | ↘8   |

## Улицы
В деревне имеется одна улица: Полесская. 